# Homer Bailey
Homer Bailey, właśc. David Dewitt Bailey Jr. (ur. 3 maja 1986) – amerykański baseballista występujący na pozycji miotacza w Cincinnati Reds.

## Kariera
Bailey został wybrany w 2007 w pierwszej rundzie draftu z numerem siódmym przez Cincinnati Reds i początkowo grał w klubach farmerskich tego zespołu, między innymi w Louisville Bats, reprezentującym poziom Triple-A. W Major League Baseball zadebiutował 8 czerwca 2007 w meczu przeciwko Cleveland Indians, rozgrywanego w ramach interleague play, w którym zaliczył zwycięstwo. 28 września 2012 w spotkaniu z Pittsburgh Pirates na PNC Park rozegrał pierwszego w karierze no-hittera. Drugiego zanotował 2 lipca 2013 w meczu przeciwko San Francisco Giants na Great American Ball Park.
Na początku maja 2015 zdiagnozowano u Baileya kontuzję prawego łokcia, przez co zmuszony był przejść operację Tommy’ego Johna, co wykluczyło go z gry do końca sezonu 2015.